# Simone Valli
Simone Valli (3 de marzo de 1995) es un futbolista profesional italiano que juega como centrocampista en el club de la Liga 2 de Camboya Banteay Meanchey F.C.

## Carrera de Futbolista

### Inicios
Nacido en Seriate, Bergamo, Simone Valli empezó su carrera juvenil en el Virtus Bergamo. En 2013, a la edad de dieciocho años, se fue a Portugal en donde fue fichó por el S.C. Olhanense. Un año después, Valli se unió a la sección U21 del Cardiff FC. Seguidamente se fue a España, en donde firmó el fichaje con el FC Jumilla, en Segunda División B. En 2016, Valli se unió al Soimii Panchota en la Liga II de Rumania.

### Tailandia
En 2018 Valli se mudó a Tailandia donde se convirtió en el primer futbolista italiano jugando en un club de fútbol local. Inicialmente fichó con el Samut Songkhram FC y después de seis meses Valli se unió al Surin Sugar KMC FC. En Surin, una ciudad en Tailandia del este, cerca de la frontera con Camboya. Mientras en Surin, Valli fundó la Academia de Fútbol italiana para enseñar a los niños locales acerca del fútbol europeo.

### Hong Kong, Venezuela y Nicaragua
Durante el verano de 2019, Valli tanscurrió tres meses en Hong Kong con los clubes Squadron FC y North Distict FC. Luego se fue a Venezuela, donde se unió al FC Yaracuy. Sin embargo, debido a algunos problemas burocráticos relacionados al fichaje de atletas extranjeros, él fue forzado a dejar el equipo y en enero de 2020 se mudó a Nicaragua. A pesar de la pandemia de COVID-19, Valli siguió jugado hasta el mes de abril y, al final de la temporada, fue elegido Mejor jugador de la temporada 2019/2020, y Mejor jugador extranjero en el Torneo de clausura.

### Emiratos Árabes Unidos
Tras la terminación de su contrato en Nicaragua y tan pronto como las condiciones para volar fueron favorables, Valli se trasladó a los Emiratos Árabes Unidos donde fue fichado por el equipo de segunda división, Regional Sports FC, de Abu Dhabi. Aunque sufrió una lesión en el pie (fractura del dedo meñique), Valli decidió seguir entrenando con el equipo. Valli jugó en tres partidos con el Regional Sports FC antes de que el torneo se detuviera durante dos semanas debido a unos brotes de COVID-19. Tras la pausa de dos semanas, Valli decidió rescindir su contrato con el Regional Sports FC.

### Camboya
El 1 de julio de 2022, Valli firmó para ser fichado por el club Banteay Meanchey FC de la Liga 2 de Camboya, y posteriormente se mudó al mismo país.

## Vida personal
Simone Valli viaja alrededor del mundo jugando a fútbol. Sabe hablar español, inglés, francés, italiano, portugués y tailandés.